# Джурківська сільська рада
| Джурківська сільська рада — орган місцевого самоврядування у Коломийському районі Івано-Франківської області з адміністративним центром у с. Джурків. Історична дата утворення: в 1940 році. Водоймища на території, підпорядкованій даній раді: річки Чорнява, Грушка, Ставище. Сільській раді підпорядковані населені пункти: - с. Джурків - с. Пищаче |

## Склад ради
Рада складається з 14  депутатів та голови.

### Керівний склад ради
| ПІБ                       | Основні відомості                                                                  | Дата обрання | Дата звільнення |
| ------------------------- | ---------------------------------------------------------------------------------- | ------------ | --------------- |
| Сеньків Ярослава Петрівна | Сільський голова, 1970 року народження, освіта, член Соціалістичної партії України | 26.03.2006   | 31.10.2010      |
| Мігович Павло Павлович    | Сільський голова, 1974 року народження, освіта вища                                | 28.11.2015   |                 |

Примітка: таблиця складена за даними джерела